# Tamara Natanovna Pressz
Tamara Natanovna Pressz, ukránul: Тамара Натанівна Пресс, oroszul: Тамара Натановна Пресс (Harkov, 1937. május 10. – Moszkva, 2021. április 26.) olimpiai és Európa-bajnok szovjet-ukrán atléta, súlylökő, diszkoszvető.

## Pályafutása
1937. május 10-én született Harkovban. Édesapja 1942-ben, a második világháborúban meghalt. Édesanyja a harcok elől testvérével, Irinával Szamarkandba vitte őket, és itt kezdtek el atlétikával foglalkozni. 1955-ben Leningrádba költözött, ahol Viktor Alekszejev lett az edzője.
Az 1960-as római olimpián súlylökésben arany-, diszkoszvetésben ezüstérmes lett. Az 1964-es tokiói játékokon mindkét számban aranyérmet nyert. Az Európa-bajnokságokon három arany- és egy bronzérmet szerzett.
Visszavonulása után atlétikaedzőként és tisztviselőként dolgozott Moszkvában.

## Kitüntetései
- Lenin-rend (1960)[5]
- Becsületrend (1964)[5]
- Barátságért érdemrend (1997)[5]

## Sikerei, díjai
- Olimpiai játékok
  - aranyérmes (3): 1960, Róma, 1964, Tokió (súlylökés), 1964, Tokió (diszkoszvetés)
  - ezüstérmes: 1960, Róma (diszkoszvetés)
- Európa-bajnokság
  - aranyérmes (3): 1958, Stockholm (diszkoszvetés), 1962, Belgrád (diszkoszvetés és súlylökés)
  - bronzérmes: 1958, Stockholm (súlylökés)
- Universiade – diszkoszvetés
  - aranyérmes: 1961, 1963